# Gmina Viškovci
Gmina Viškovci (chorw. Općina Viškovci) – gmina w Chorwacji, w żupanii osijecko-barańskiej.

## Miejscowości i liczba mieszkańców (2011)
- Forkuševci - 468
- Viškovci - 1144
- Vučevci - 294